# Arthur Reed
Pour les articles homonymes, voir Reed.
Arthur Reed, parfois crédité Art Reed, est un directeur de la photographie américain.

## Filmographie partielle
- 1928 : The Bushranger de Chester Withey
- 1931 : Docteur Karlov (Drums of Jeopardy) de George B. Seitz
- 1929 : The Girl in the Show d'Edgar Selwyn
- 1931 : Justiciers du Texas (Alias the Bad Man) de Phil Rosen
- 1931 : Le Défilé du Diable (Two Gun Man) de Phil Rosen
- 1931 : Le Tueur de l'Arizona (Arizona Terror) de Phil Rosen
- 1940 : Misbehaving Husbands de William Beaudine